# Fernando Botero
(Botero, Intervista su El País.)
Fernando Botero Angulo (Medellín, 19 aprile 1932 – Monaco, 15 settembre 2023) è stato un pittore, scultore e disegnatore colombiano.
Noto per il suo stile inconfondibile caratterizzato da figure voluminose, le sue opere sono spesso interpretate come simbolo di ironia o critica sociale. Le sue creazioni spaziano dalla pittura alla scultura monumentale e sono esposte in importanti musei e spazi pubblici di tutto il mondo, tra cui Bogotá, Medellín (sua città natale), New York, Parigi e Firenze.

## Biografia

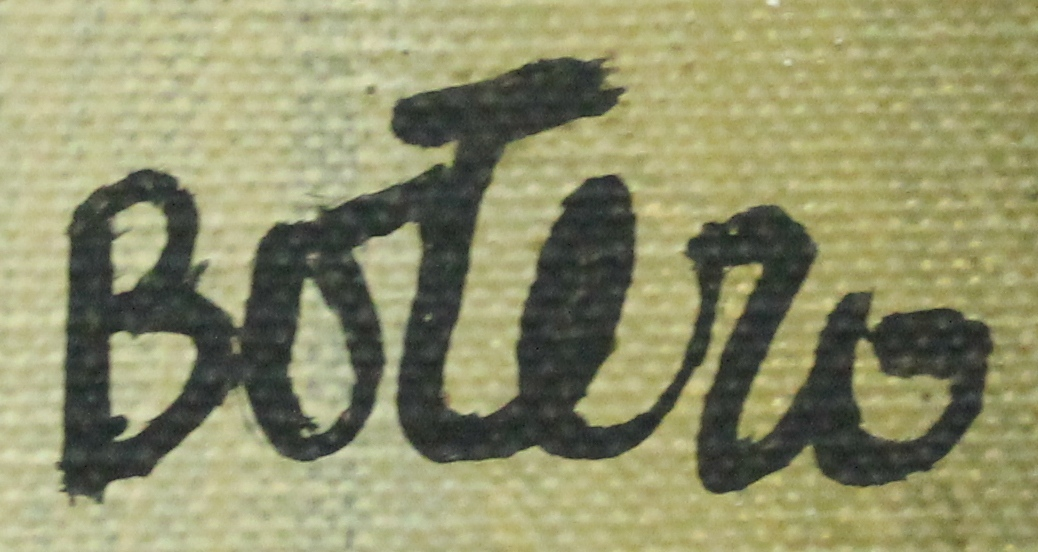

Nasce da David Botero (1895-1936), uomo d'affari discendente di italiani (nel 1780, i fratelli Giuseppe e Paolo Botero salparono dal porto di Genova per emigrare a Medellín) e dalla sarta Flora Angulo (1895-1972), secondo di tre figli. Da bambino subisce il fascino dell'architettura barocca e delle illustrazioni della Divina Commedia. Successivamente dichiarerà di "non aver mai dipinto nulla di diverso dal mondo come lo conosceva a Medellín". A 16 anni già disegna le illustrazioni per i supplementi di El Colombiano, il giornale più importante della sua città natale. 
Giovanissimo, nel 1948 espone per la prima volta a Medellín. Nel 1952 vince, con Sulla costa, il secondo premio al IX Salone degli artisti colombiani, organizzato presso la Biblioteca Nazionale di Bogotà: investe il denaro del premio per un viaggio di studio in Europa. In Spagna visita il Museo del Prado di Madrid, dove conosce fra gli altri anche le opere di Francisco Goya e Tiziano. A Parigi medita sull'arte d'avanguardia francese e decide di interessarsi degli antichi pittori. Giunge infine in Italia, dove entra in contatto con le maggiori opere del Rinascimento italiano, soprattutto di Giotto e di Andrea Mantegna che lo ispirano particolarmente tanto da riprodurre diverse copie dei loro capolavori, pur non disdegnando gli altri autori della scuola senese, e della Toscana, in generale.
Nel 1955 Fernando Botero ritorna in patria dove si sposa con Gloria Zea, poi ministro della cultura della Colombia, ed inizia ad esporre le sue opere, ma riceve forti critiche poiché all'epoca l'ambiente colombiano è fortemente influenzato dall'avanguardia francese, che Botero aveva invece respinto. Incompreso dall'ambiente colombiano, Botero si trasferisce in Messico, dove scopre per la prima volta le possibilità di espandere e dilatare il volume delle forme in modo personale, una caratteristica che fortemente influenzerà la sua opera. Ma è nel 1957 che scopre l'espressionismo astratto, nel corso di una mostra personale a Washington, grazie alla visita dei musei di New York. Sempre nel 1957 fa ritorno a Bogotá, dove vince il secondo premio al X Salone degli artisti colombiani.
Nel 1958 ottiene la cattedra di pittura all'Accademia d'arte di Bogotá. Vince finalmente il primo premio al XI Salone con l'opera La camera degli sposi. Nello stesso anno, espone nuovamente a Washington, alla Gres Gallery. Le sue opere vengono vendute tutte il giorno stesso dell'inaugurazione. Dal 1959 inizia lo studio di Diego Velázquez: Botero realizza infatti molte versioni del Niño de Vallecas, dove il suo stile molto incisivo risente dell'influenza dell'espressionismo astratto.
La sua nomina alla Biennale colombiana viene contestata, per cui Botero è costretto ad abbandonare il suo Paese, in precarie condizioni economiche. La Gres Gallery di Washington, che fino ad allora l'aveva sostenuto, chiude e l'artista, in forti difficoltà finanziarie, divorzia dalla moglie. Nel 1961 sembra cambiare qualcosa: il Museum of Modern Art di New York decide di acquistare il suo Monna Lisa all'età di dodici anni, ma la sua prima mostra newyorkese si dimostra un fallimento.

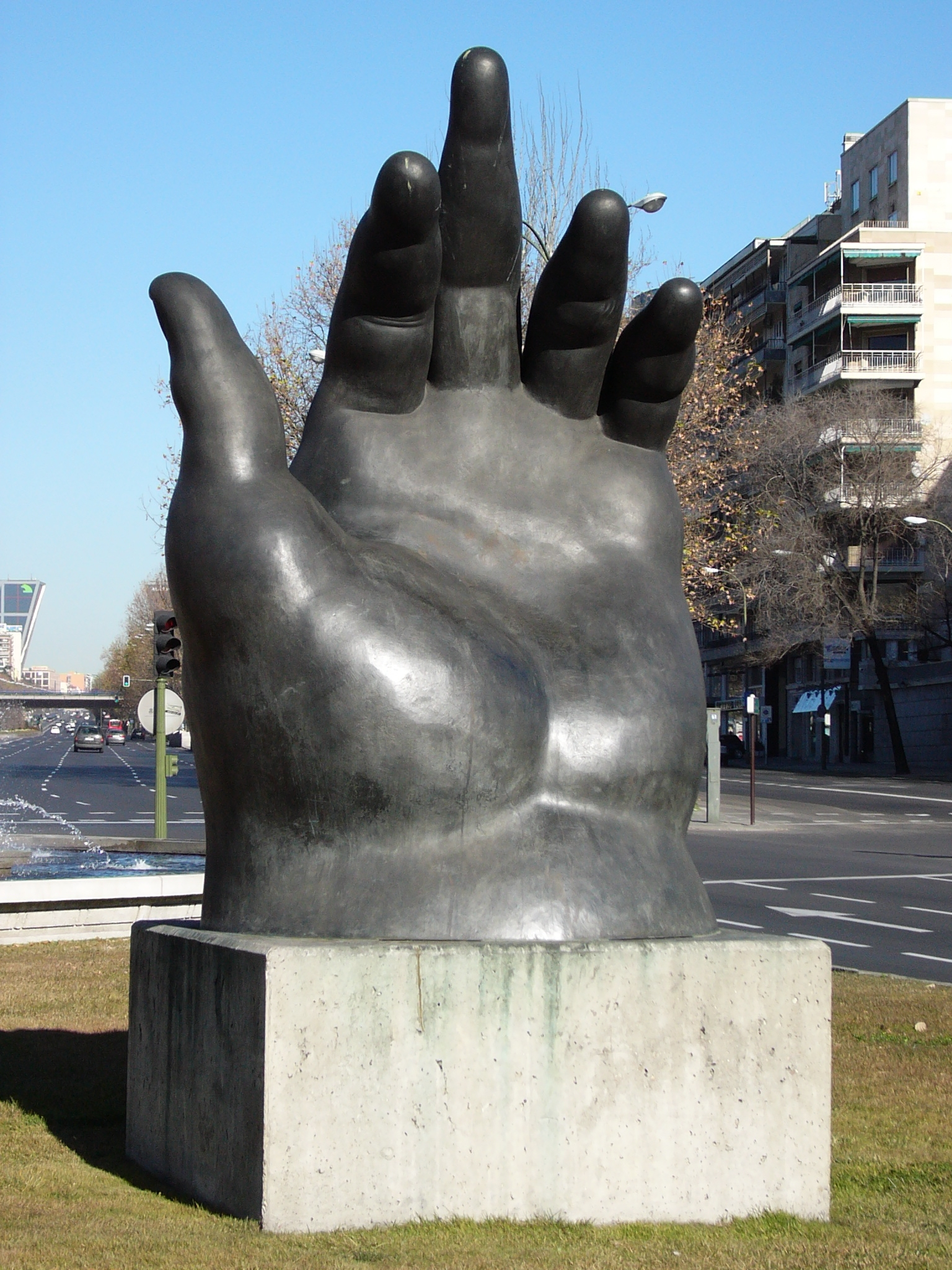
La mano
Madrid, Paseo de la Castellana

Nel 1963 si trasferisce nell'East Side dove affitta un nuovo studio. È qui che emerge il suo stile plastico in molte opere di questo periodo, dai colori tenui e delicati. Si appassiona a Peter Paul Rubens e diviene come lui un importante collezionista di opere d'arte, che più tardi donerà al museo di Bogotá che porta il suo nome. Nel 1964, dopo quattro anni dal divorzio, si sposa con Cecilia Zambrano. Nel 1966 viene organizzata la sua prima mostra personale in Europa, e precisamente in Germania. Una nuova esposizione, organizzata al Milwaukee Art Center, riceve critiche entusiastiche. Inizia ad esporre regolarmente in Europa, a New York e anche a Bogotá. Studia le opere di Albrecht Dürer, Édouard Manet e Pierre Bonnard.
Nel 1969 espone a Parigi, dove si stabilisce nel 1973 e continua a dedicarsi alla scultura. A metà degli anni settanta si dedica per un certo periodo quasi esclusivamente alla scultura, e presenta i suoi lavori a Parigi nel 1977. Nel 1983 ritorna in Italia e apre uno studio a Pietrasanta, dove soggiorna per alcuni mesi dell'anno, per essere vicino alle cave di marmo. Nella cittadina versiliese realizza due affreschi sul tema del Paradiso e dell'Inferno nella chiesa della Misericordia .
Nel 1975 si conclude il suo secondo matrimonio dopo la morte, nel 1974, in un incidente stradale, del terzo figlio Pedro al quale dedicherà molte sue opere. Nello stesso evento Fernando Botero perde l'ultima falange del mignolo della mano destra, e questo lo indurrà a scolpire spesso enormi mani. Il primogenito, Fernando Botero Zea, è stato ministro della difesa della Colombia. Nel 1978 Botero si sposa con Sophia Vari. Tra gli avvenimenti di maggior rilievo si ricordano la mostra delle sue enormi sculture negli Champs-Élysées nel 1992, e altre negli spazi pubblici di alcune città europee nel 1994. Il comune di Siena gli affida nel 2002 la realizzazione del drappellone del Palio del 16 agosto.
Il 21 ottobre 2007 vengono rubate dal suo studio di Pietrasanta sette statue di bronzo (Adamo, Il cane, Gatto codone, Donna con mano nei capelli, Ballerina vestita, Ballerina in movimento e Passero) per un valore complessivo di circa 4 milioni di euro. Nel maggio 2008 tre delle statue sono ritrovate e i responsabili arrestati. Nel 2012 dona al museo colombiano di Antioquia le ventisette tele dedicate al tema della Via Crucis, esposte a New York, Medellín, Lisbona, Panama e Palermo. Nel 2020 dona un dipinto al comune di Pietrasanta per beneficenza verso le persone in difficoltà per l'epidemia COVID-19.
Il 5 maggio 2023 rimase vedovo. Dopo essere stato colpito da una grave forma di polmonite fu ricoverato in ospedale, ma successivamente aveva deciso di trascorrere le sue ultime ore nella sua casa di Monaco Vecchia, dove è morto il 15 settembre 2023 a 91 anni. Il 5 ottobre 2023 le ceneri di Botero arrivano a Pietrasanta per l'omaggio dei cittadini e autorità locali presso la chiesa di Sant'Antonio Abate; due giorni dopo, al termine della cerimonia funebre nella collegiata di San Martino, le ceneri vengono sepolte nel locale cimitero accanto alla moglie Sophia.

## Stile artistico

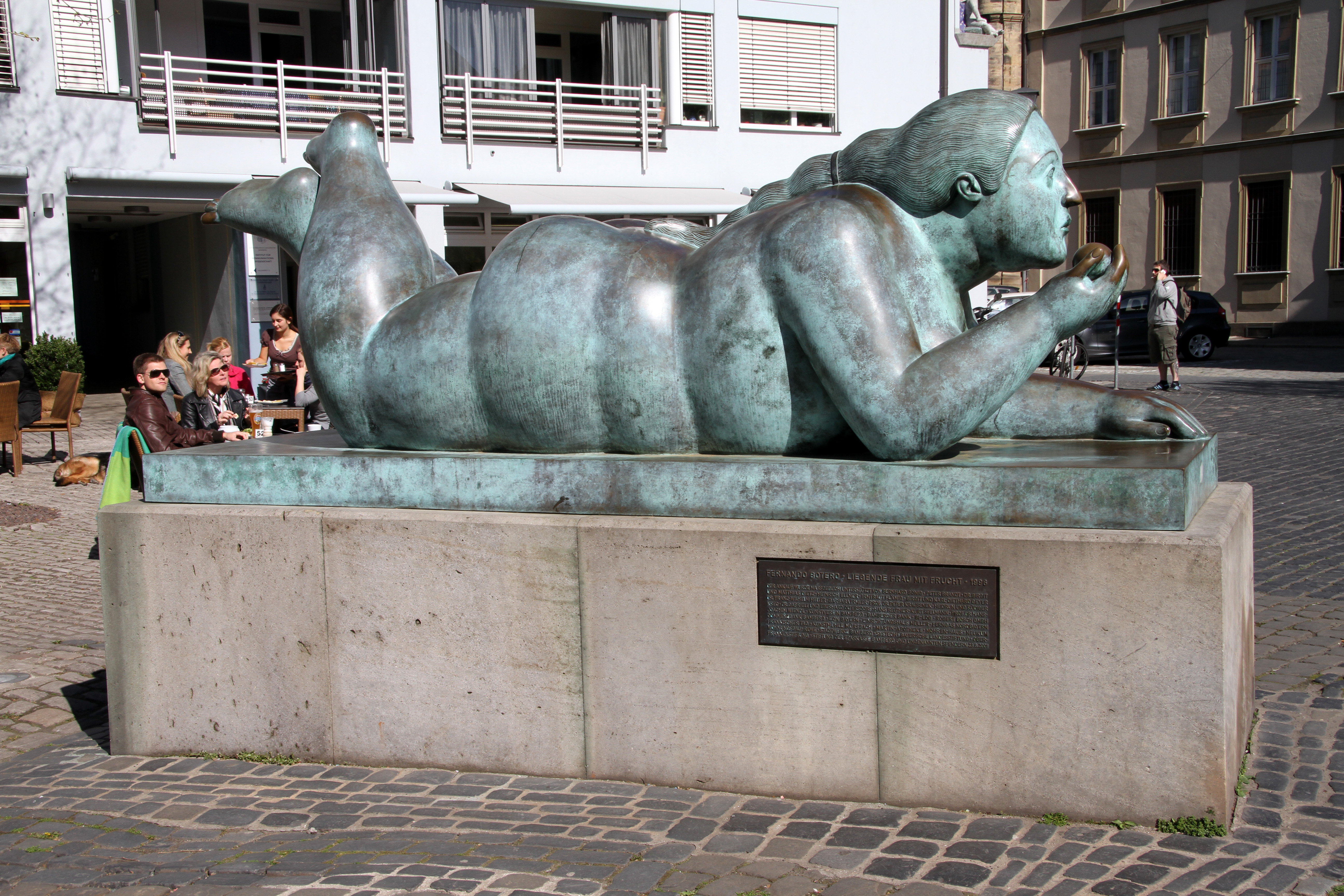
Liegende mit Frucht (Donna sdraiata con frutta) a Bamberga

Secondo Botero, il dipingere deve essere inteso come una necessità interiore, un bisogno che porta ad un'esplorazione ininterrotta verso il quadro ideale. Tuttavia, questo bisogno rimane sostanzialmente inappagato. Il colore rimane tenue, mai esaltato, mai febbrile, generalmente steso in campiture piatte ed uniformi, senza contorni. Da notare l'assenza totale delle ombreggiature nei suoi dipinti, perché essi, secondo Botero "... sporcherebbero l'idea del colore che desidero trasmettere".
Caratteristica della sua pittura è l'insolita dilatazione che subiscono i suoi soggetti, che acquistano forme insolite, quasi irreali, ma con un proprio fascino. Ma è un passaggio necessario per ben far comprendere la necessità di colore delle sue opere. L'artista si rivela sostanzialmente distante dai suoi soggetti. Ed è proprio questa freddezza che fa scomparire dai personaggi la dimensione morale e psicologica. Gli sguardi sono sempre persi nel vuoto, gli occhi non battono, sembra quasi che osservino senza guardare.
Interessante anche la rappresentazione del tempo, elemento presente in molte opere di Botero, in cui lo stesso soggetto può essere raffigurato in momenti diversi; in altre il tempo è simboleggiato da orologi.
Importante anche la trattazione dei temi sacri, cui Botero dedica molte sue creazioni, permeando l'intera produzione: dai suoi paesaggi urbani emergono regolarmente grandi cattedrali, campanili, cupole; così come appare spesso considerato il soggetto della maternità, nel quale talvolta l'autore identifica la Madonna con il Bambino. In un disegno del 2006, l'artista riprende una scena già dipinta in precedenza, rimuovendo tuttavia alcuni dettagli moderni a lui cari (l'orologio della madre, la poltrona) e rappresentando il bambino con una ferita sul costato. Frequenti anche i ritratti di religiosi ed ecclesiastici.
Altro problema sociale affrontato costantemente è quello della violenza, derivato dalla vita quotidiana della Colombia negli anni quaranta dello scorso secolo; più in generale, Botero dipinge conservando le impressioni della sua infanzia, che sfociano in forme grandi e sproporzionate, come quelle avvertite da un bambino.

## Citazioni di Botero
- "Un artista è attratto da certi tipi di forme senza saperne il motivo. Prima adotto una posizione per istinto, e solo in un secondo tempo cerco di razionalizzarla o anche di giustificarla."[19]
- "Bisogna descrivere qualcosa di molto locale, di molto circoscritto, qualcosa che si conosce benissimo, per poter essere compresi da tutti. Io mi sono convinto che devo essere parrocchiale, nel senso di profondamente religioso legato alla mia realtà, per poter essere universale."[20]
- "Credo che l'arte debba dare all'uomo momenti di felicità, un rifugio di esistenza straordinaria, parallela a quella quotidiana. Invece gli artisti oggi preferiscono lo shock e credono che basti provocare scandalo. La povertà dell'arte contemporanea è terribile, ma nessuno ha il coraggio di dire che il re è nudo."[21]
- "Nell'arte il segreto per crescere è confrontarsi. Un'esposizione in un museo è una opportunità per confrontare un'opera con un'altra che è sempre la migliore lezione di pittura. Occorrono occhi freschi, liberi da ogni pregiudizio. Fortunatamente l'arte ha una grande dote, quella di essere inesauribile. È un processo senza fine, nel quale non si smette mai di imparare."[22]

## Galleria d'immagini

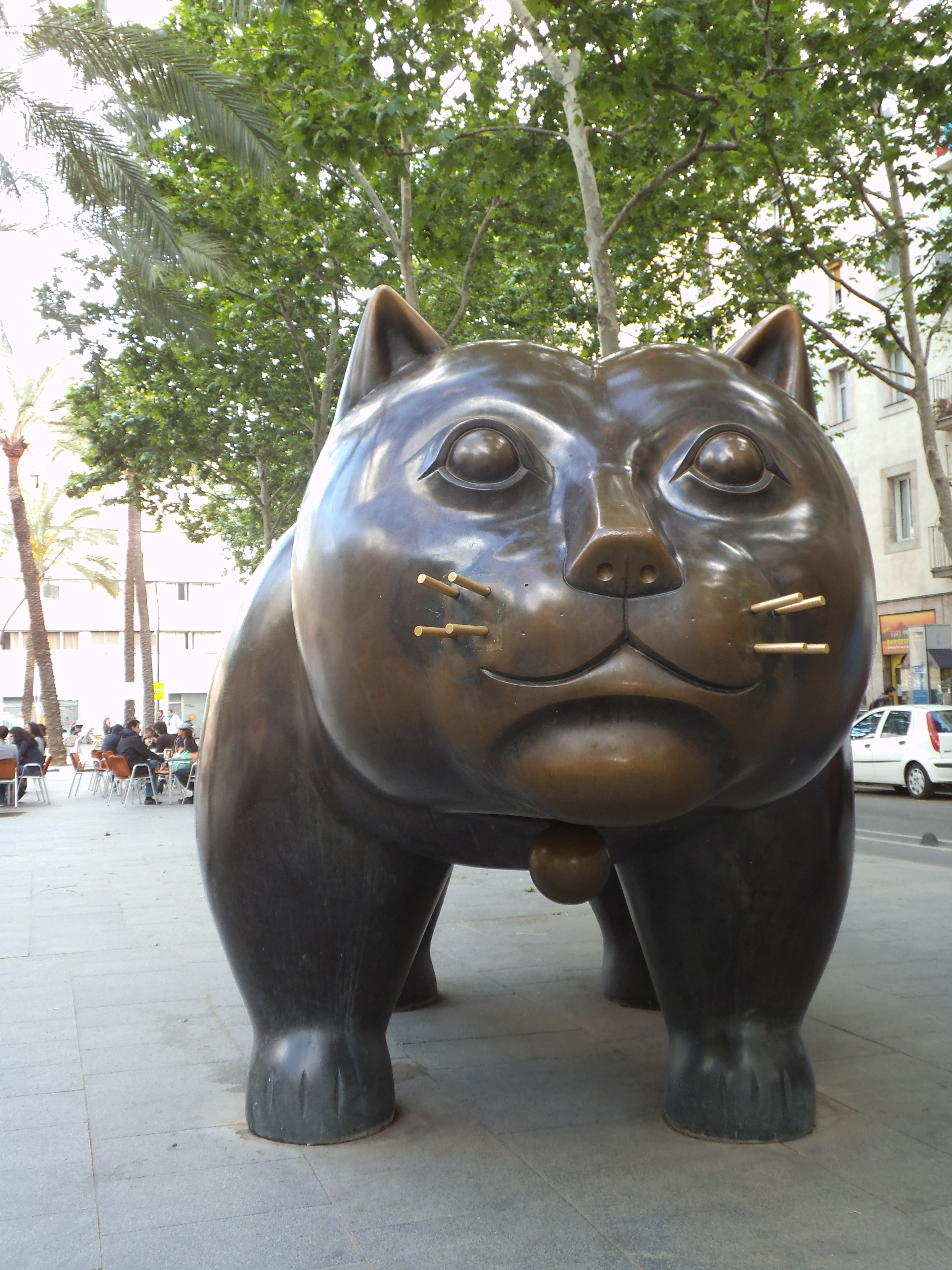
Il gatto Barcellona, quartiere El Raval
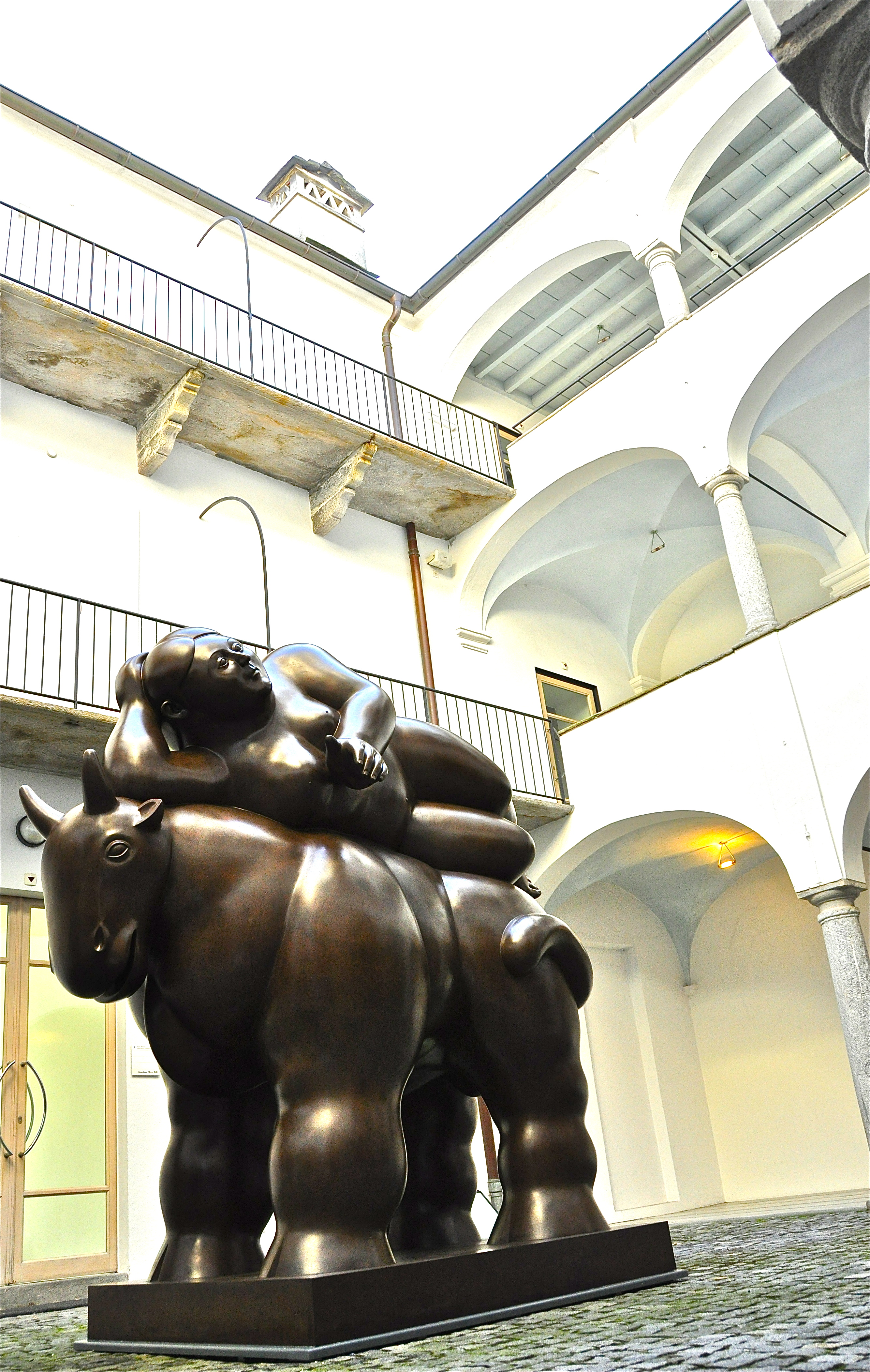
Ratto d'Europa mostra alla Pinacoteca Casa Rusca, Locarno, 2011
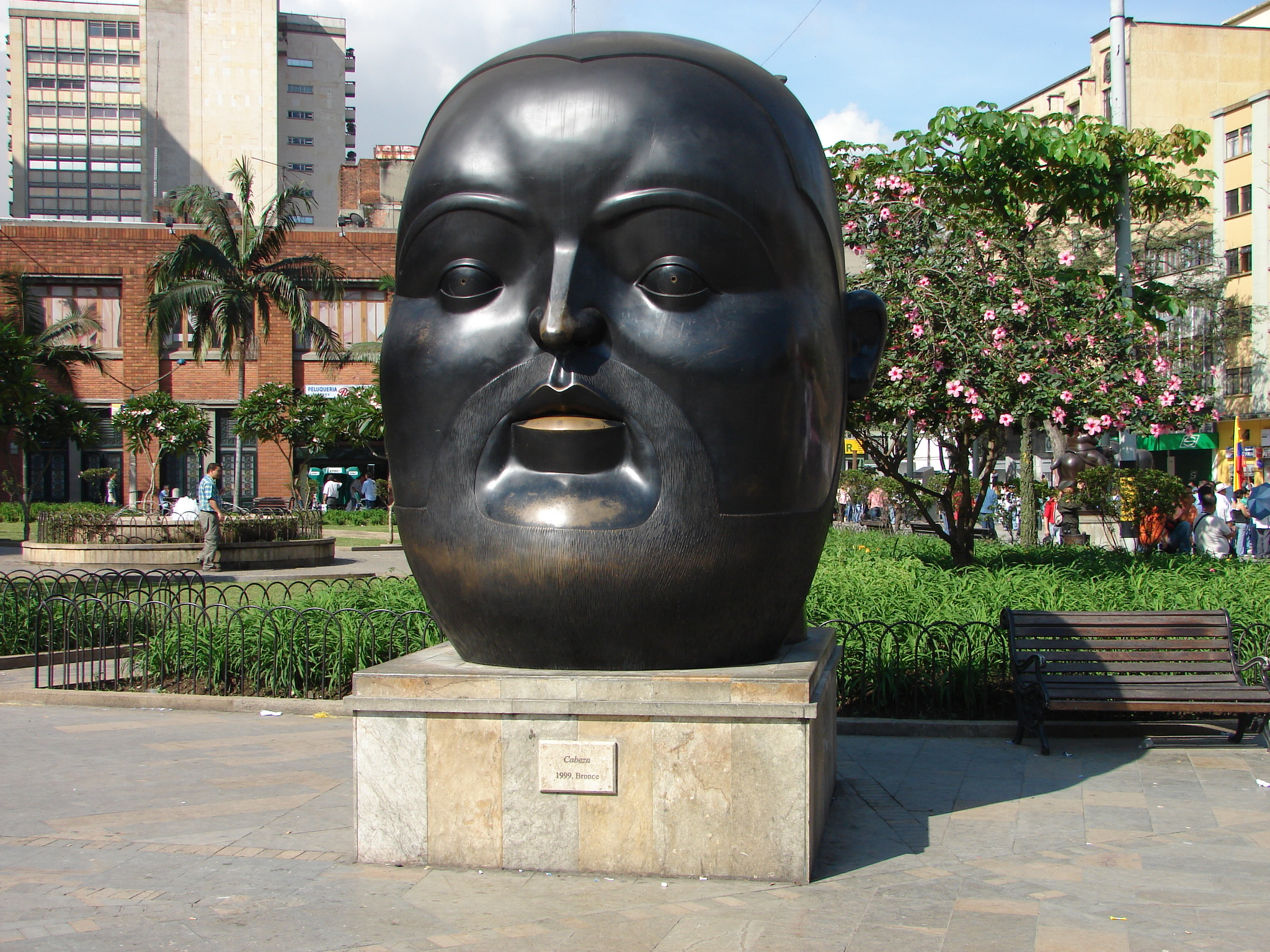
Cabeza Medellín, Plaza Botero

## Elenco parziale delle opere
- Dinner - 1998
- En el balcón - 2001
- Donna allo specchio - 2003
- Oranges - 2004
- Maternità - 2006
- La famiglia - 2006
- Abu Ghraib (serie) - 2006-2007
- Circus (serie) - 2008
- Via Crucis (serie) - 2010-2011